# Amtsgericht Bigge
Das Amtsgericht Bigge war ein Amtsgericht mit Sitz in Bigge, das zum Bezirk des Landgerichts Arnsberg gehörte.

## Geschichte
Von 1849 bis 1879 bestand in Bigge kein Gericht. Für die Rechtsprechung zuständig war das Kreisgericht Brilon im Sprengel des Appellationsgerichts Arnsberg.
Im Rahmen der Reichsjustizgesetze wurden 1879 reichsweit einheitlich Oberlandes-, Land- und Amtsgerichte gebildet. Das königlich preußische Amtsgericht Bigge wurde mit Wirkung zum 1. Oktober 1879 als eines von 19 Amtsgerichten im Bezirk des Landgerichtes Arnsberg im Bezirk des Oberlandesgerichtes Hamm gebildet. Der Sitz des Gerichts war die Stadt Bigge. Sein Gerichtsbezirk umfasste aus dem Landkreis Brilon das Amt Bigge ohne den Gemeindebezirk Altenbüren sowie aus dem Landkreis Meschede die Gemeindebezirke Gevelinghausen und Rattlar. Am Gericht bestand 1880 eine Richterstelle. Das Amtsgericht war damit ein kleines Amtsgericht im Landgerichtsbezirk.
Zum 1. Januar 1970 wurde das Amtsgericht Bigge aufgehoben. Die Aufgaben werden seitdem durch das Amtsgericht Brilon wahrgenommen.